# Episodi di Game Shakers (seconda stagione)
La seconda stagione della serie televisiva Game Shakers è andata in onda negli Stati Uniti dal 17 settembre 2016 al 4 novembre 2017. In Italia è stata trasmessa dal 22 maggio 2017 al 9 maggio 2018 su Nickelodeon.
| N. | Codice di prod. | Titolo originale             | Titolo italiano                         | Prima TV USA      | Prima TV Italia  |
| -- | --------------- | ---------------------------- | --------------------------------------- | ----------------- | ---------------- |
| 1  | 204             | Armed & Coded                | Un braccio tutto nuovo                  | 17 settembre 2016 | 25 maggio 2017   |
| 2  | 123             | Secret Level                 | Il livello segreto                      | 24 settembre 2016 | 16 marzo 2017    |
| 3  | 120             | The Very Old Finger          | Il dito della mummia                    | 1º ottobre 2016   | 13 marzo 2017    |
| 4  | 121             | Buck the Magic Rat           | Il topo portafortuna                    | 8 ottobre 2016    | 14 marzo 2017    |
| 5  | 207             | Baby Hater                   | Il candidato sindaco                    | 5 novembre 2016   | 30 maggio 2017   |
| 6  | 122             | Byte Club                    | Sfida tra Gamers                        | 12 novembre 2016  | 15 marzo 2017    |
| 7  | 201             | Babe's Bench                 | La panchina di Babe                     | 19 novembre 2016  | 22 maggio 2017   |
| 8  | 205             | The Mason Experience         | Un Mason virtuale                       | 11 febbraio 2017  | 26 maggio 2017   |
| 9  | 202             | Bunger Games                 | Bunger Games                            | 18 febbraio 2017  | 23 maggio 2017   |
| 10 | 203             | Wedding Shower of Doom       | Un matrimonio come pochi                | 25 febbraio 2017  | 24 maggio 2017   |
| 11 | 208             | Bear Butt Laser Runner       | L’importanza della rete                 | 4 marzo 2017      | 31 maggio 2017   |
| 12 | 212             | Air TnP                      | Un gioco di successo                    | 18 marzo 2017     | 1 giugno 2017    |
| 13 | 206             | Llama Llama Spit Spit        | Tutto per una foto                      | 25 marzo 2017     | 29 maggio 2017   |
| 14 | 219             | Clam Shakers, Part 1         | Una proposta allettante (prima parte)   | 6 maggio 2017     | 14 dicembre 2017 |
| 15 | 220             | Clam Shakers, Part 2         | Una proposta allettante (seconda parte) | 13 maggio 2017    | 14 dicembre 2017 |
| 16 | 215             | Wing Suits & Rocket Boots    | Tuta alare e stivali coi razzi          | 20 maggio 2017    | 22 dicembre 2017 |
| 17 | 211             | Game Shippers                | Dei fan inarrestabili                   | 9 settembre 2017  | 9 maggio 2018    |
| 18 | 209             | The One With the Coffee Shop | Una pausa di riflessione                | 16 settembre 2017 | 18 dicembre 2017 |
| 19 | 216             | The Trip Trap                | L'arrivista                             | 23 settembre 2017 | 7 maggio 2018    |
| 20 | 218             | The Switch                   | Lo scambio                              | 30 settembre 2017 | 25 dicembre 2017 |
| 21 | 213             | Dancing Kids, Flying Pig     | Una funzione movimentata                | 7 ottobre 2017    | 10 maggio 2018   |
| 22 | 214             | War and Peach                | Conoscersi meglio                       | 14 ottobre 2017   | 21 dicembre 2017 |
| 23 | 217             | Spy Games                    | Telecamere invadenti                    | 21 ottobre 2017   | 8 maggio 2018    |
| 24 | 210             | Babe Gets Crushed            | La cotta                                | 4 novembre 2017   | 19 dicembre 2017 |

## La panchina di Babe
Babe ha fatto mettere la pubblicita' di Game Shakers su una panchina di Brooklyn.

## Bunger games
La famosa cantante Kayla Bunger chiede alle "Game Shakers" di creare un videogioco con lei come protagonista. Kenzie, che è una fan accanita di Kayla si mette subito all'opera.

## Un matrimonio come pochi
Ai ragazzi di Game Shakers si presenta Jordan, uno dei tre fratelli di Double G. Vuole invitare Triple G al proprio matrimonio con Debra.

## Un braccio tutto nuovo
Double G è preoccupato perché il suo braccio trionico non funziona a dovere.

## Un Mason virtuale
Babe è disperata perché ha scoperto che Mason sta per trasferirsi in Florida.

## Tutto per una foto
Double G ha comprato un allevamento di lama e incarica la "Game Shakers" di realizzare un gioco su questi animali. Ma i ragazzi vogliono prima di tutto una foto al Fooders.

## Il candidato sindaco
Double G si mette in testa di correre per la poltrona di sindaco per poter parcheggiare il suo elicottero dove gli pare ma ha un problema, dovuto alla notte in cui era nato Trip: ha paura dei neonati.

## L'importanza della rete
La Game Shakers ha pochi minuti per trovare l'idea vincente per un nuovo videogioco.

## La cotta
Trip chiede a Babe un consiglio d'amore per il suo amico Chuck, ma a causa di alcune ugualglianze con Trip, crede che Chuck non esista e che Trip si sia innamorato di lei. Intanto Double G regala una cagnetta a Babe, che a sua volta la regala ad Hudson chiamandola come Kenzie e la ragazza viene sgridata da un professore e da Double G, a causa delle birichinate della cagnetta.

## Dei fan inarrestabili
La Game Shakers e Dub, dopo aver seguito la maratona di iCarly e aver saputo che l'attore che interpreta Freddie (Nathan Kress) soggiorna a New York per una produzione di Broadway, cercano in tanti modi di raggiungere la sua stanza dell'albergo per chiedergli se Freddie amava Carly o Sam.
Guest Special Star: Nathan Kress.

## Tuta alare e stivali coi razzi
Dub fa preoccupare Trip per i suoi lanci dall'aereo con dei gadget, mentre Babe e Trip devono badare a Kenzie, che ha avuto un morso da una donnola e le sono stati dati dei farmaci che l'hanno resa pazza, ed Hudson, che con i suoi video porta centinaia di migliaia di fan ma che a causa dei gadget di Dub finisce sul ponte di Brooklyn!

## Una pausa di riflessione
Kenzie, gelosa di un articolo in cui hanno citato solo Babe, chiede all'amica una pausa di riflessione. Nel frattempo Double G ruba una scimmia a suo fratello.
In questo episodio ci sono molte congruenze con la popolare serie degli anni '90 Friends.

## Un gioco di successo
Per far provare il nuovo gioco, la Game Shakers mette il bagno della sede a disposizione dei newyorkesi sull'app "Air PnP", cosicché lo provino. Ma qualcuno inserisce nel gioco un virus.

## L'arrivista
Trip si innamora di una ragazza conosciuta con il Servizio Clienti, ma la ragazza non è chi dice di essere secondo Babe: infatti inizialmente restia ad uscire con Trip, quando ha scoperto che il ragazzo era figlio di Double G ha cambiato idea.

## Conoscersi meglio
Babe organizza una riunione tra colleghi, in campeggio, ma un imprevisto accade con l'elicottero di Dub e la sede della Game Shakers fungerà da luogo.

## Una funzione movimentata
Dub è triste per l'anniversario della morte del suo amato maialino, che aveva quand'era più giovane.

## Telecamere invadenti
Nonostante siano stati Roothless e Bunny per conto di Dub a "prendere in prestito" la loro lavastoviglie, Kenzie fa mettere delle telecamere, promettendo di non spiare i colleghi, ma che presto saranno eliminate dopo una recita di Babe e Trip per contestare la sua fiducia.

## Lo scambio
Dopo un'ennesima sfuriata con Bunny, Dub assume Hudson come impiegato e Bunny si trasferisce alla Game Shakers.

## Una proposta allettante (prima parte)
Pubblicizzata dalla Clam Jumper, per la sera dell'inaugurazione, la Game Shakers sta per ricevere 10 milioni di dollari. Dub invece ha un'ossessione per il cibo del Clam Jumper, e un video imbarazzante che lo ritrae sul Perapad potrebbe essere pubblicato da uno strano nemico.

## Una proposta allettante (seconda parte)
Mentre lo schermo è spaccato e cercano di ripararlo, per collegare la pubblicità di Lama Lama Sputa Sputa, l'anonimo contatto chiede a Trip come riscatto del Perapad (e quindi del video) 12.000 dollari. Quindi la Game Shakers, Dub, Roothless, Bunny e il cameriere strambo del Clam Jumper, che è l'anonimo che minacciava Trip e che vuole cantare all'inaugurazione, si dirigono al Clam Jumper.